# Silberbach (Eger)
Der Silberbach ist ein 2,7 Kilometer langer Bach, der das Streudorf Silberbach bei Selb benennt, im Landkreis Wunsiedel in Bayern.

## Verlauf
Der Bach entspringt im Silberbrunnen am nördlichen Fuß des Großen Hengstbergs im Fichtelgebirge, durchfließt das Dorf Silberbach und mündet gegenüber dem Hirschsprungfelsen linksseitig in die Eger.

## Name
Der Name Silberbach liegt vermutlich im 'Katzensilber' begründet, Auswaschungen von Glimmer aus dem hiesigen Granitgestein.

## Geschichte
Eine erste urkundliche Erwähnung erfolgte 1499 im Landbuch der Sechsämter anlässlich einer Grenzbeschreibung im Bereich des Selber Waldes.

## Fauna
- Überwiegend Fichtenwald, alter Buchenbestand auf dem Großen Hengstberg.
- Naturschutzgebiete am Hengstberg und an der Eger.